# Список керівників держав 1217 року
Список керівників держав 1217 року — це перелік правителів країн світу 1217 року.
Список керівників держав 1216 року — 1217 рік — Список керівників держав 1218 року — Список керівників держав за роками

## Європа
- Англія
  - Король Англії — Генріх III (1216—1272)
- Балканський півострів
  - Князівство Арбанон — Грегоріос Камонас (Gregorios Kamonas; 1216—1253)
  - Аргос і Нафпліон (сеньйорія) — Оттон де ла Рош (1212—1234)
  - Герцогство Архіпелагу — Марко Санудо (1207—1227)
  - Афінське герцогство — Оттон де ла Рош (1205—1225)
  - Ахейське князівство — Жоффруа I де Віллардуен (1209—1229)
  - Друге Болгарське царство — Боріл (1207—1218)
  - Боснійський банат — Стефан Кулінич(1204—1232)
  - Епірський деспотат — Феодор Комнін Дука (1214—1230)
  - Пфальцграфство Кефалонії та Закінфу — Маттео I Орсіні (1195—1238)
  - Кіпрське королівство — Гуго I (1205—1218)
  - Рашка — Стефан II Неманич (1203—1217); король — Перше Сербське королівство (1217—1228)
  - Зета (держава) — Джордже Неманич (1207/1208-1216/1222)
  - Графство Салона (Lordship of Salona) — Томас II д'Отременкур (1212—1258)
- Балтія
  - Герсіке (князівство) — Всеволод (1203 — після 1230)
  - Орден мечоносців — магістр Фольквін фон Наумбург (1209—1236)
  - Ризьке архієпископство — Альберт фон Буксгевден (1198/1199-1229)
- Білорусь
  - Вітебське князівство — Василько Брячиславич (1186—1209/1221)
  - Полоцьке князівство — Василько (1216? — 1220-ті)
  - Турово-Пінське князівство — Андрій Іванович (1195—1223)
- Князь Новгородський — Мстислав Мстиславич Удатний (1216—1217; повторно); Святослав Мстиславич (1217—1218)
- Волзька Болгарія — Абдаллах Челбір (1178—1225)
- Латинська імперія — П'єр II де Куртене (1216–1217); Іоланда де Ено (1217—1219)
- Трапезундська імперія — Олексій I Великий Комнін (1204—1222)
- Філіппопольське герцогство (Duchy of Philippopolis) — Жерар д'Естре (1208—1229)
- Королівство Фессалоніки — Деметрій (1207—1224)
- Вельс
  - Десмонд — Діармайт Дуна Дройгнейн Мак Карті (1207—1229)
  - Королівство Гвінед — Ллівелін Великий (1195—1240)
  - Королівство Повіс — князь Повіс-Вадогу Мадог ап Гріфід Майлор (1191—1236); князь Повіс-Гвенвінвін Ллівелін Великий (1216—1240; вдруге)
  - Тір Еогайн — Аод Майх мак Аода ОНейлл (1196—1230)
  - Томонд — король Доннхад Кайрпрех О'Бріан (1210—1242)
- Італія
  - Арборейський юдикат — Баризон Торхіторіо IV (1214—1217); П'єтро II (1217—1241)
  - Венеційська республіка — дож П'єтро Дзіані (1205—1229)
  - Кальярський юдикат — Баризон Торхіторіо IV (1214—1217); Бенедетта Кальярська (1217—1232)
  - Маркграфство Монферрат — Гульєльмо VI (1207—1225)
  - Салуццо (маркграфство) — Манфред ІІІ (1215—1244)
  - Королівство Сицилія — король Генріх II (1212—1217); Фрідріх II (1217—1250)
  - Князівство Таранто — Фрідріх II (1205—1250)
  - Торреський юдикат — Коміта I (1198—1218)
  - Принц-єпископство Тренто — Федеріко Ванга (1207—1218)
  - маркіз Феррари Аццо VII д'Есте (1215—1222)
  - Маркграфство Фінале — Енріко II (1185—1231)
- Кавказ
  - Грузинське царство — Георгій IV Лаша (1213—1223)
  - Держава Ільдегізідів — Узбек (1210—1225)
- Німеччина
  - Герцогство Австрія — герцог Леопольд VI (1198—1230)
  - Герцогство Баварія — Людвіг I (1183—1231)
  - Баденське маркграфство — Герман V (1190—1243)
  - Берг (герцогство) — Адольф ІІІ (1189—1218)
  - Берхтесгаден (пробство) — Фрідріх ІІ Еллінґер (1211—1217); Гейнріх ІІ (1217—1231)
  - Маркграфство Бранденбург — Альбрехт II (1205—1220)
  - Принц-єпископство Бріксен — Бертольд фон Нейфен (1216—1224)
  - Графство Вюртемберг — граф Гартман I (1181—1240) і Людвіг III (1181—1241)
  - Вюрцбург (принц-єпископство) — Отто I фон Лобдебург (1207—1223)
  - Гоя (графство) (Grafschaft Hoya) Генріх I (1202—1235)
  - Архієпископ Зальцбургу — Еберард II Трухзейський (1200—1246)
  - Герцогство Каринтія — Бернард (1201—1256)
  - Кельнське курфюрство — Енгельберт I фон Берг (1216—1225)
  - Кенігсегг (Königsegg) — Еберхард I (1209—1228)
  - Клеве (герцогство) — Дітріх V (1201—1260)
  - Констанц (князівство-єпископство) — Конрад II (1209—1233)
  - Крайна (марка) — Оттон I (1204—1234)
  - Курпфальц — пфальцграф Людвіг I (1214—1231)
  - Ліппе-Детмольд — Герман II (1196—1229)
  - Лужицька марка — Дітріх I (1210—1221)
  - Любекське князівство-єпископство — Бертольд (1210—1230)
  - Архієпископ Майнца Зиґфрід II фон Еппштейн (1200—1230)
  - Марк (графство) — Адольф I (1198—1249)
  - Маркграфство Мейсен — Дітріх I (1195—1221)
  - Меранія (герцогство) — Оттон I (1204—1234)
  - Нюрнберг (бургграфство) — Фрідріх II (1204—1218)
  - Графство Ольденбург — Крістіан II (1209—1233)
  - Ободрицький союз — герцог Мекленбурга Генріх Борвін I (1178—1227)
  - Падерборнське князівство-єпископство — Бернхард III фон Оеседе (1203—1223)
  - Герцогство Померанія — Богуслав II (1187—1221)
  - Померанія-Щецін — Богуслав II (1187—1221)
  - Равенсберг (графство) — Герман II (1175/1180-1221)
  - Ратцебург (графство) — Альбрехт II (1202—1227)
  - Князівство Руян — Яромар I (1170—1218)
  - Герцогство Саксонія — Альбрехт I (1212—1260)
  - граф Тиролю — Альбрехт III (1202—1253)
  - Фельденц (графство) — Герлах III (1189—1214/1220)
  - Герцогство Швабія — Філіпп Швабський (1196—1228)
  - Шверін (графство) — Гунцелін II (1195—1220)
  - Герцогство Штирія — Леопольд VI (1194—1230)
- Піренейський півострів
  - Королівство Арагон — Хайме I (1213—1276)
  - Королівство Леон — король Леону і Галісії Альфонсо IX (1188—1230)
  - Королівство Португалія — король Афонсу II (1211—1223)
  - Королівство Наварра — Санчо VII (1194—1234)
- Польща — Лешко I Білий (1211—1227)
  - Гнєзненське князівство — Владислав III Тонконогий (1202—1229)
  - Каліське князівство — Владислав Одонич (1207—1217); Владислав III Тонконогий (1217—1219)
  - Мазовецьке князівство — Конрад I Мазовецький (1200—1247)
  - Познанське князівство — південна частина — Владислав Одонич (1190—1239)
  - Сандомирське князівство — Лешко I Білий (1194—1227)
  - Сілезьке князівство — Генрик І Бородатий (1201—1238)
  - Вроцлавське князівство — Генрик І Бородатий (1201—1238)
  - Опольсько-Ратиборське князівство — Казимир I Опольський (1211—1230)
- Велике князівство Владимирське — Костянтин Всеволодович (1216—1218)
- Муромське князівство — Давид Юрійович (1203/1205-1228)
- Переславль-Залєське князівство — Ярослав Всеволодович (1212–1246)
- Ростовське князівство — Костянтин Всеволодович (1207—1218)
- Велике князівство Рязанське — Гліб Володимирович (1212—1217/1218)
  - Стародубське князівство (Північно-Східна Русь) — Володимир Всеволодович Стародубський (1217—1227)
  - Трубчевське князівство — Святослав Всеволодович (1196—1232)
  - Углицьке князівство — Володимир Костянтинович (1216 — 1249)
- Скандинавія
  - король Данії — Вальдемар II (1202—1241)
  - Король Норвегії Філіпп I Сімонссон (1207—1217); Гокон IV Старий (1217—1263)
  - Швеція —  Юхан I Сверкерсон (1216—1222)
- Угорське князівство — король Андрій II (1205—1235)
- Україна — Київський князь Мстислав Старий (1212—1223)
  - Белзьке князівство — Олександр Всеволодович (1215—1233)
  - Волинське князівство — Данило I (1215—1238)
  - Галицько-Волинське князівство — Коломан Галицький (1214—1221)
  - Дубровицьке князівство — Олександр Дубровицький (1190—1223)
  - Курське князівство — Олег Святославич (1207 — після 1228)
  - князь Луцький — Інгвар Ярославич (1180—1220)
  - Овруцьке князівство — Ростислав Рюрикович (1210—1218)
  - Смоленське князівство — Володимир Рюрикович (1213—1219)
  - Чернігівське князівство — Гліб Святославич (1215—1219)
- Королівство Франція — Філіпп II Август (1180—1223)
  - Герцогство Аквітанія — Генріх III (1216—1272)
  - Арелатське королівство — пфальцграф — Беатриса II (1205—1231)
  - Герцогство Бар — Генріх II (1214—1239)
  - Брабант (герцогство) — Генріх I (1183—1235)
  - Графство Булонь — Матильда Даммартенська (1216—1260)
  - Бретонське герцогство — Аліса I (1213—1221)
  - Голландія — Віллем I (1213—1222)
  - Ено (графство) — Іоанна (1205—1244)
  - Жеводан (графство) — Хайме I (1213—1258)
  - Графство Ла Марш — Гуго IX Лузіньян (1199—1219)
  - Лімбург (герцогство) — Генріх III (1167—1221)
  - Нижня Лотарингія — Генріх I (1190—1123). Генріх I прийняв титул герцога Брабанта, який витіснив титул герцога Нижньої Лотарингії.
  - граф Лувену і маркграф Брюсселю Генріх I (1190—1223)
  - Люксембург (графство) — Ермезінда II (1197—1247)
  - Льєзьке єпископство — Гуго де П'єрпон (1200—1229)
  - Монбельяр (графство) — Річард III де Монфокон (1195—1227; з перервою в 1204)
  - Монпельє (сеньйорія) — Хайме I (1213—1276)
  - Намюр (графство) — Філіп II де Куртене (1212—1226)
  - Оранж (князівство) — Гільйом I де Бо (1180—1218)
  - Родез (графство) — Генріх I (1214—1222)
  - Савойське графство — Томас I (1189—1233)
  - Графство Тулуза — Раймунд VI (1194—1222)
  - Урхельське графство — Геро IV де Кабрера (1213—1228)
  - Фландрія — Іоанна (1205—1244)
  - Графство Фуа — Раймунд Роже де Фуа (1188—1223)
- Чехія — король Владислав III (1197—1222)
  - Король Богемії Оттокар I (1197—1230)
- Шотландія
  - Король Шотландії Олександр II (1214—1249)
- Святий Престол; Папська держава — папа римський Гонорій III (1216—1227)
- Вселенський патріарх — Мануїл I Харітопул (1217—1222)

## Азія
- Нікейська імперія — Феодор I Ласкаріс (1204—1222)
- Трапезундська імперія — Олексій I Великий Комнін (1204—1222)
- Близький Схід
  - Антіохійське князівство — Раймунд-Рубен (1216—1219)
  - Єрусалимське королівство — Ізабелла II (1212—1228)
    - каштелян і сеньйор Рамли Жан I д'Ібелін (1193—1236?)
    - Сідонська сеньйорія — Баліан I Граньє (1202—1239)

  - Кілікійське царство — Левон II (1187—1217/1219; коронований 1199)
  - Графство Триполі — Боемунд IV (1189—1233)
  - Яффо-Аскалонське графство — Ізабелла II (1212—1221)
  - Артукіди — правитель Хасанкейфа Насір ад-дін Махмуд ібн Мухаммед (1201—1222); правитель Мардіна Артук-Арслан Насір ад-дін (1201—1239)
  - Аюбіди — емір Дамаска Аль-Аділь I Ахмад ібн Аюб (1196—1218)
  - Багдадський халіфат — Ахмад ан-Насір Лідініллах (1180—1225)
  - Зангіди — емір Мосула Масуд II ібн Арслан-шах (1211—1218); Синджар — Мухаммад ібн Зангі (1197—1219); Джизре — Махмуд ібн Санджар-шах (1208—1241)
  - Шаріфат Мекки — Катада ібн Ідріс (1201—1220)
  - Румський султанат — Кей-Кавус I (1211—1220)
  - Зіяриди — Нізарі — Джалал ад-Дін Хасан (1210—1221)
  - Держава Ширваншахів — Гершасп I (1204—1225)
  - Ділмачогуллари — Хусамеддін Тугрул (1192—1229?)
- Нор-Бердське князівство — Васак II (1198? — 1237?)
- Династія Лі — Лі Хюе Тонг (1210—1224)
- Індія і Шрі-Ланка
  - Володар Бенгалії — Іваз Хілджі (1212—1227)
  - Східні Ганги — Анангабхіма Дева III (1211—1238)
  - Гуджарадеша — Бгіма II (1178—1240)
  - Делійський султанат — Ілтутмиш (1211—1236)
  - Джайпур (князівство) — Кілхан (1216—1276)
  - Джайсалмер (князівство) — Кайлан Сінгх (1200—1219)
  - Чандела — магараджахіраджа Джеджа-Бхукті Трайлок'я-варман (1203—1245)
  - Династія Какатіїв — Ганапатідева (1199—1262)
  - Династія Карнат — Нарсімхадева (1187—1227)
  - самраат Кашмірської держави (Династія Лохара) — Раджадева (1212/1213-1235)
  - Династія Малла — Абхая Малла (1216—1255)
  - Мевар (князівство) — Джайтрасімха (1213—1252)
  - Держава Пандья — Мараварман Сундара Пандья I (1216—1238)
  - Парамара — Арджунаварман I (1210—1218)
  - Джафна (держава) — Калінга Магха (1215—1236)
  - Династія Сена — Вішварупсена (1206—1225)
  - Династія Сеунів — Сімгана II (1200—1246)
  - Держава Хойсалів — Віра Балала II (1173—1220)
  - Чола — Кулотунга Чола III (1178—1218)
- Індонезія; Південно-Східна Азія
  - Чампа — до 1220 невідомо
  - Кедірі (королівство) — Кертаджая (1194—1222)
  - Сунда — між 1175 і 1297 — Прабу Гуру Дхармасікса
  - Кедах (султанат) — Мухаммад Шах (1202—1237)
  - Тамбралінга — Шрі Таммасокарадж (1207—1230)
- Китай; Монголія
  - Далі — Дуань Чжисян (1204—1238)
  - ідикут Кучі — Баурчук Арт-тегін (1208—1235)
  - Монгольська імперія — Чингісхан (1206—1227)
  - Східне Ляо — Єлюй Люґе (1213—1220)
  - Династія Сун — Чжао Ко (1194—1224)
  - Західна Ся — Лі Цзюньсю (1211—1223)
  - Східна Ся — Пусянь Ваньну (1213—1233)
  - Династія Цзінь — Ваньянь Сюнь (1213—1224)
- Корея
  - Корьо — Коджон (1213—1259)
- Паганське царство — король Хтіломінло (1211—1235)
- Персія і Середня Азія
  - Ахмадили (Ahmadilis) — Сулафа Хатун (1209—1225)
  - шах Хорезму — Мухаммед II Ала ад-Дін (1200—1220)
- Кхмерська імперія — Джаяварман VII (1181—1218)
- Середня Азія
  - Каракитайське ханство — Кучлук-хан (1213—1218)
- Японія — Імператор Дзюнтоку (1210—1221)

## Африка
- Альмохади — Юсуф аль-Мустансир (1212—1224)
- Кілва (султанат) — Халід ібн Сулейман (1215—1225)
- Макурія — Ях'я або Іоанн III — між 1190 і 1268
- Мариніди — Абд аль-Хакк I (1215—1217); Усман I ібн Абд аль-Хакк (1217—1240)
- Нрі — Езе Нрі Буіфе (між 1158 і 1258)
- Аюбіди — Аль-Аділь I Ахмад ібн Аюб (1200—1218)

## Південна Америка
- Королівство Куско — Манко Капак (1200—1230)

## Північна Америка
- Ацкапоцалько — ? до 1240
- Маяпанська ліга — Хунаккеель (1196—1210/1220)